# Сандвіч (Массачусетс)
Сандвіч (англ. Sandwich) — місто (англ. town) в США, в окрузі Барнстебел штату Массачусетс. Населення — 20 259 осіб (2020).

### Клімат
| Клімат : Сандвіч             | Клімат : Сандвіч | Клімат : Сандвіч | Клімат : Сандвіч | Клімат : Сандвіч | Клімат : Сандвіч | Клімат : Сандвіч | Клімат : Сандвіч | Клімат : Сандвіч | Клімат : Сандвіч | Клімат : Сандвіч | Клімат : Сандвіч | Клімат : Сандвіч | Клімат : Сандвіч |
| Показник                     | Січ.             | Лют.             | Бер.             | Квіт.            | Трав.            | Черв.            | Лип.             | Серп.            | Вер.             | Жовт.            | Лист.            | Груд.            | Рік              |
| Середній максимум, °C        | 3,0              | 4,0              | 7,2              | 12,1             | 17,7             | 22,7             | 25,9             | 25,5             | 21,8             | 16,3             | 11,5             | 6,1              | 14,6             |
| Середня температура, °C      | −1,5             | −0,4             | 2,8              | 7,7              | 13,0             | 18,3             | 21,7             | 21,3             | 17,4             | 11,8             | 7,0              | 1,7              | 10,1             |
| Середній мінімум, °C         | −5,9             | −4,9             | −1,7             | 3,2              | 8,3              | 13,9             | 17,4             | 17,1             | 13,1             | 7,2              | 2,6              | −2,7             | 5,7              |
| Норма опадів, мм             | 105              | 89               | 131              | 113              | 87               | 98               | 85               | 100              | 98               | 107              | 114              | 115              | 1241             |
| Вологість повітря, %         | 68.2             | 67.2             | 65.7             | 66.3             | 69.3             | 73.4             | 75.1             | 75.3             | 75.7             | 72.8             | 69.7             | 69.4             | 70.7             |
| ---------------------------- | ---------------- | ---------------- | ---------------- | ---------------- | ---------------- | ---------------- | ---------------- | ---------------- | ---------------- | ---------------- | ---------------- | ---------------- | ---------------- |
| Джерело: PRISM Climate Group |                  |                  |                  |                  |                  |                  |                  |                  |                  |                  |                  |                  |                  |

## Демографія
Згідно з переписом 2010 року, у місті мешкало 20 675 осіб у 7776 домогосподарствах у складі 5718 родин. Було 9476 помешкань
Расовий склад населення:
| - 96,7 % — білих - 1,2 % — азіатів - 0,4 % — чорних або афроамериканців - 0,2 % — корінних американців |

До двох чи більше рас належало 1,1 %. Частка іспаномовних становила 1,3 % від усіх жителів.
За віковим діапазоном населення розподілялося таким чином: 24,1 % — особи молодші 18 років, 60,2 % — особи у віці 18—64 років, 15,7 % — особи у віці 65 років та старші. Медіана віку мешканця становила 44,6 року. На 100 осіб жіночої статі у місті припадало 92,9 чоловіків;  на 100 жінок у віці від 18 років та старших — 89,6 чоловіків також старших 18 років.
Середній дохід на одне домашнє господарство  становив 107 759 доларів США (медіана — 88 870), а середній дохід на одну сім'ю — 121 462 долари (медіана — 102 838). Медіана доходів становила 67 689 доларів для чоловіків та 61 158 доларів для жінок. За межею бідності перебувало 5,7 % осіб, у тому числі 8,6 % дітей у віці до 18 років та 3,0 % осіб у віці 65 років та старших.
Цивільне працевлаштоване населення становило 10 772 особи. Основні галузі зайнятості: освіта, охорона здоров'я та соціальна допомога — 28,5 %, науковці, спеціалісти, менеджери — 11,8 %, роздрібна торгівля — 10,7 %, мистецтво, розваги та відпочинок — 10,5 %.